# Mørkeland (podcast)
Mørkeland er en dansk true-crime-podcast, hvor to drabssager gennemgås. Podcasten havde premiere i februar 2018 og programmets værter er Camilla Bjerregaard Aurvig og Kristine Sofie Bugbee. Podcasten udkommer ugentlig hver mandag.
I hvert afsnit fortæller værterne om hver deres sag (danske såvel som udenlandske), hvorefter de kommer med en anbefaling til yderligere litteratur, film, podcasts m.v. om true crime. Enkelte afsnit er sær-afsnit, hvor gæster udefra interviewes om et bestemt emne ligesom at der er såkaldte "mini-afsnit", hvor flere drabssager af kortere længde gennemgås. Afsnittenes længde er varierende.

## Ind I Mørket
I 2020 medvirkede Aurvig og Bugbee som fortællere i Discoverys krimi-tv-serie Ind I Mørket. Sammen med programmets vært, Sebastian Richelsen, fortalte Aurvig og Bugbee om otte danske uopklarede drabssager, og forsøgte at kaste nyt lys over sagerne. Tv-serien havde premiere den 30. september 2020 på streamingplatformen Dplay.

## Du er ikke alene
Den 13. oktober 2023 havde Aurvig og Bugbees podcast Du er ikke alene premiere på alle streamingtjenester. I podcasten fortælles lytternes egne historier, som de har indsendt til Aurvig og Bugbee.

## Priser
| År   | Pris       | Kategori      | For                                                                  | Resultat  | Kilder |
| ---- | ---------- | ------------- | -------------------------------------------------------------------- | --------- | ------ |
| 2020 | Zulu Award | Årets lyd     |                                                                      | Nomineret | [ 3 ]  |
| 2023 | Prix Audio | Årets samtale | Særafsnit: Kristian overlevede på Utøya, men 22. juli går aldrig væk | Nomineret | [ 4 ]  |